# 慈航紀念堂
慈航紀念堂，位於中華民國新北市汐止區秀峰路247號，為紀念慈航法師而設的紀念堂。

## 歷史

### 概要
慈航紀念堂位於秀峰山下，有靜修禪院、彌勒內院、慈航紀念堂，早期由靈泉寺善慧長老为住持。1954年，慈航法師圆寂於彌勒內院「法華關房」，五年後啟缸得全身舍利，為臺灣首位肉身菩薩。當時四方前來瞻禮膜拜的信眾甚多，玄光法師因此籌建「慈航紀念堂」供奉慈航法師肉身舍利，1963年竣工落成，慈航金身自彌勒內院移奉至慈航堂。後又在臺北市購置一處弘法道場，藉以紀念慈航法師，鑑於法師別號「菩提」，因此定名為「菩提講堂」。

### 新建
2000年，鑑於原慈航堂空間太小，寺方委由建築師漢寶德設計新堂，採閩南式建築樣式，正殿命名為「彌陀清淨殿」，供奉模仿韓國慶州石窟庵佛像造型打造的阿彌陀佛，以石玉材料施工10年雕刻完成；右殿供奉迎請自香港的千手觀音；慈航大師金身供奉於後殿塔院。新堂興建經費多數來自國外如新加坡、馬來西亞、中國大陸等地捐款；本國建商、企業捐助比例較少。

## 建築

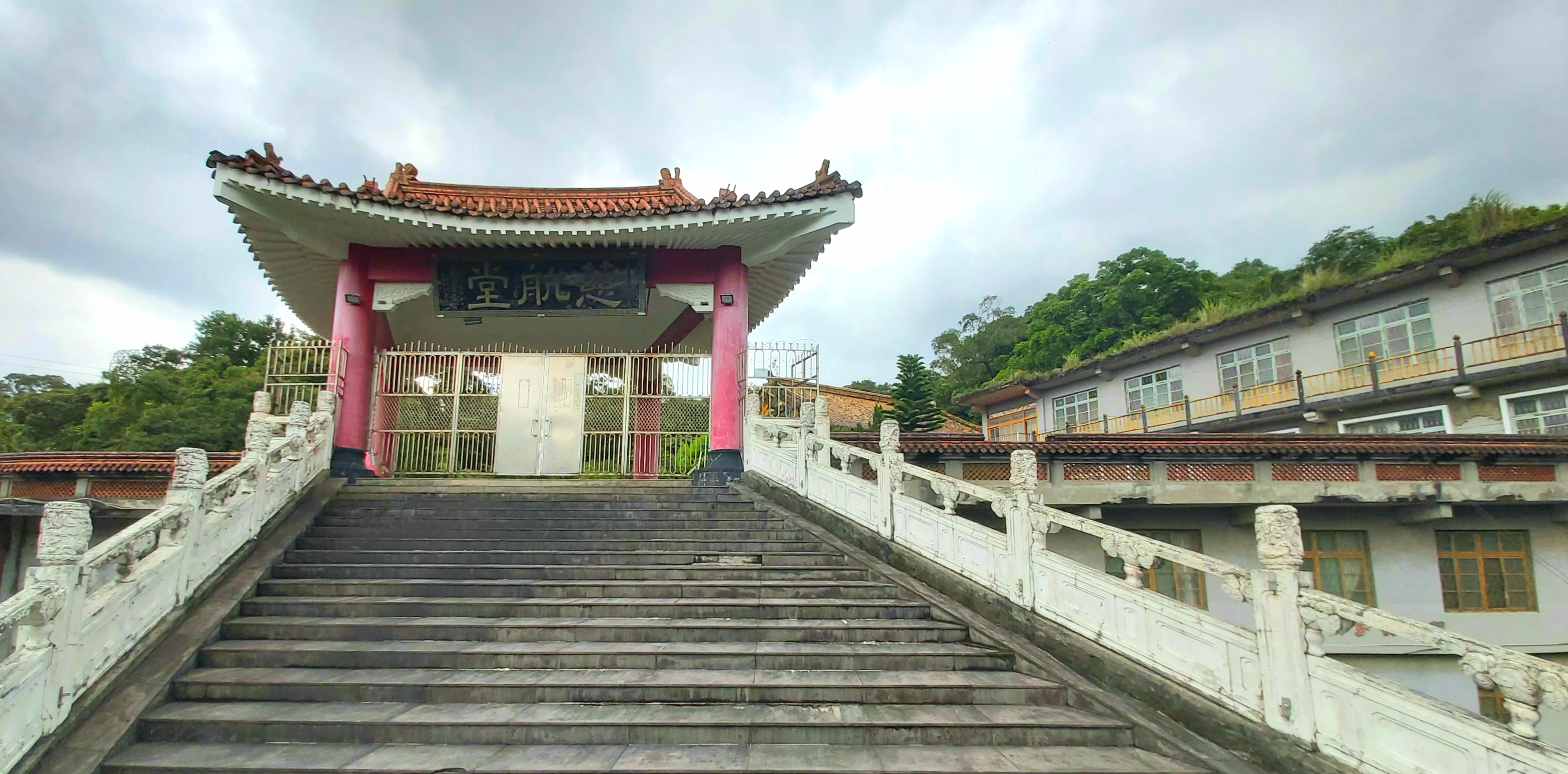
慈航堂舊山門
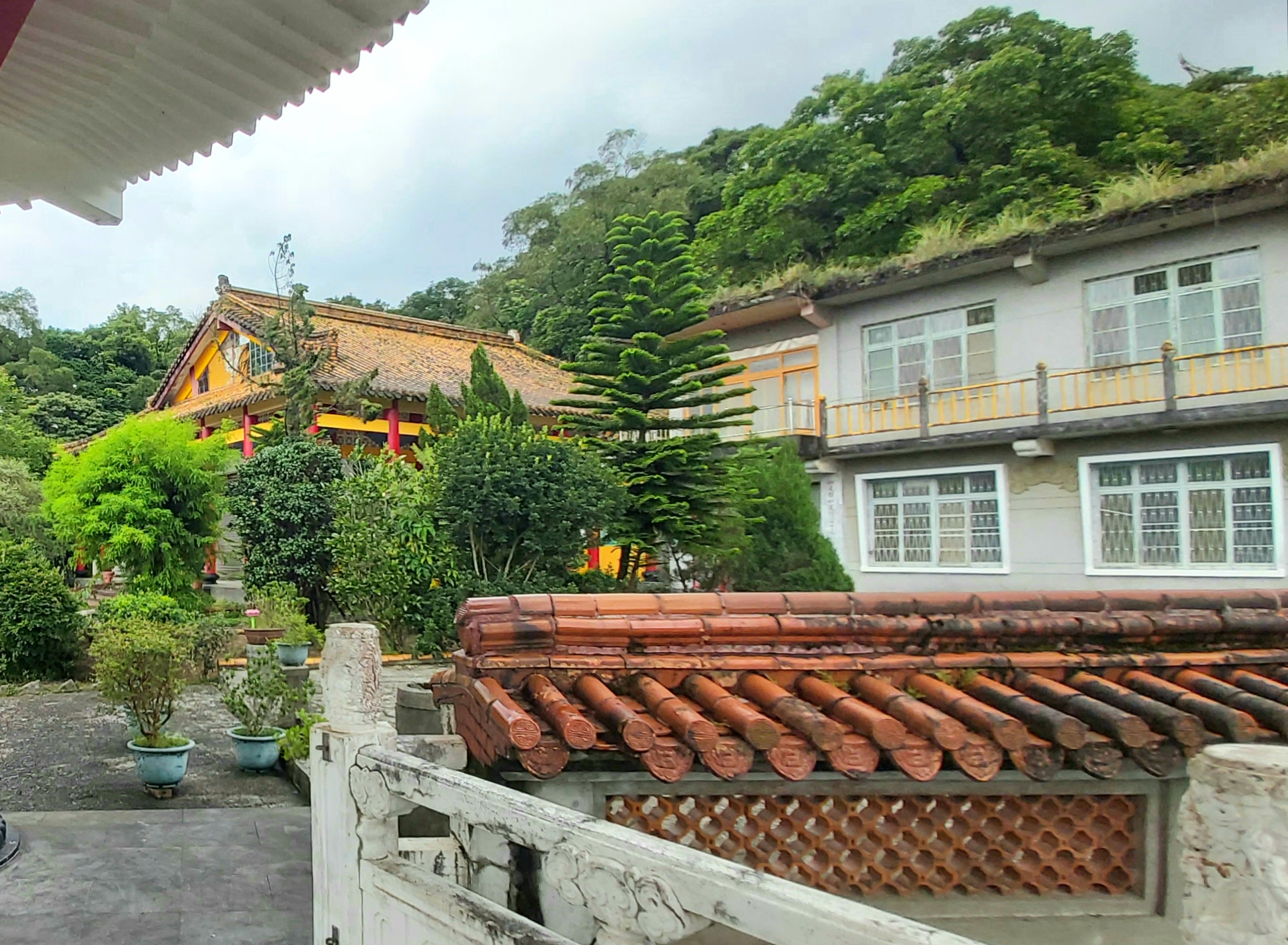
慈航堂
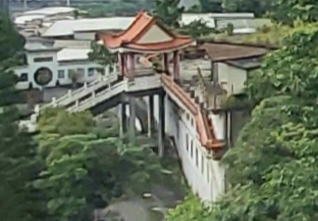
慈航堂（女子育幼院）
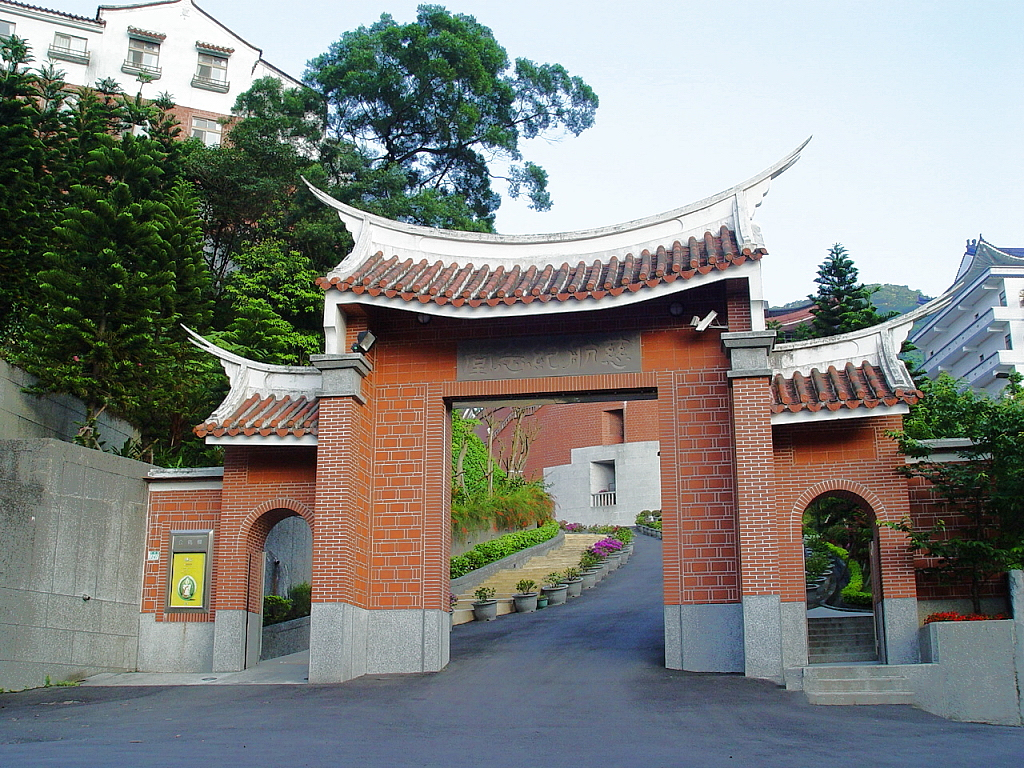
山門
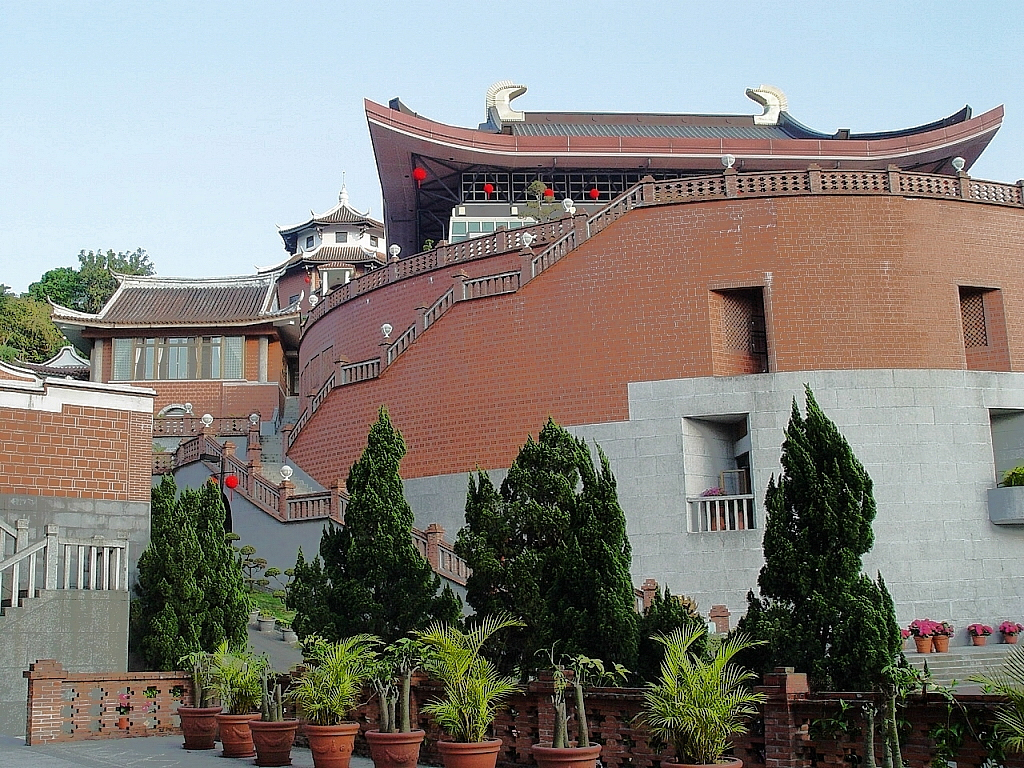
彌陀清淨殿
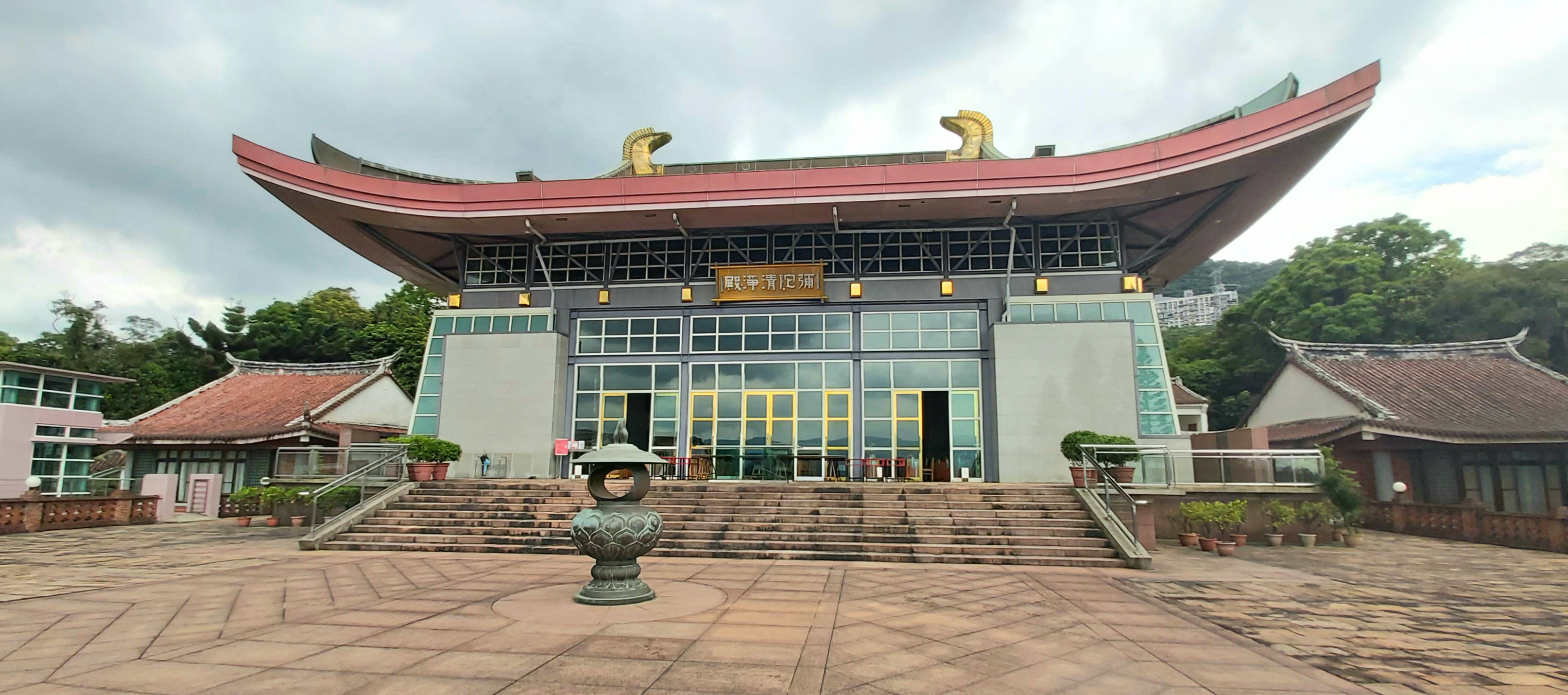
彌陀清淨殿頂層大殿
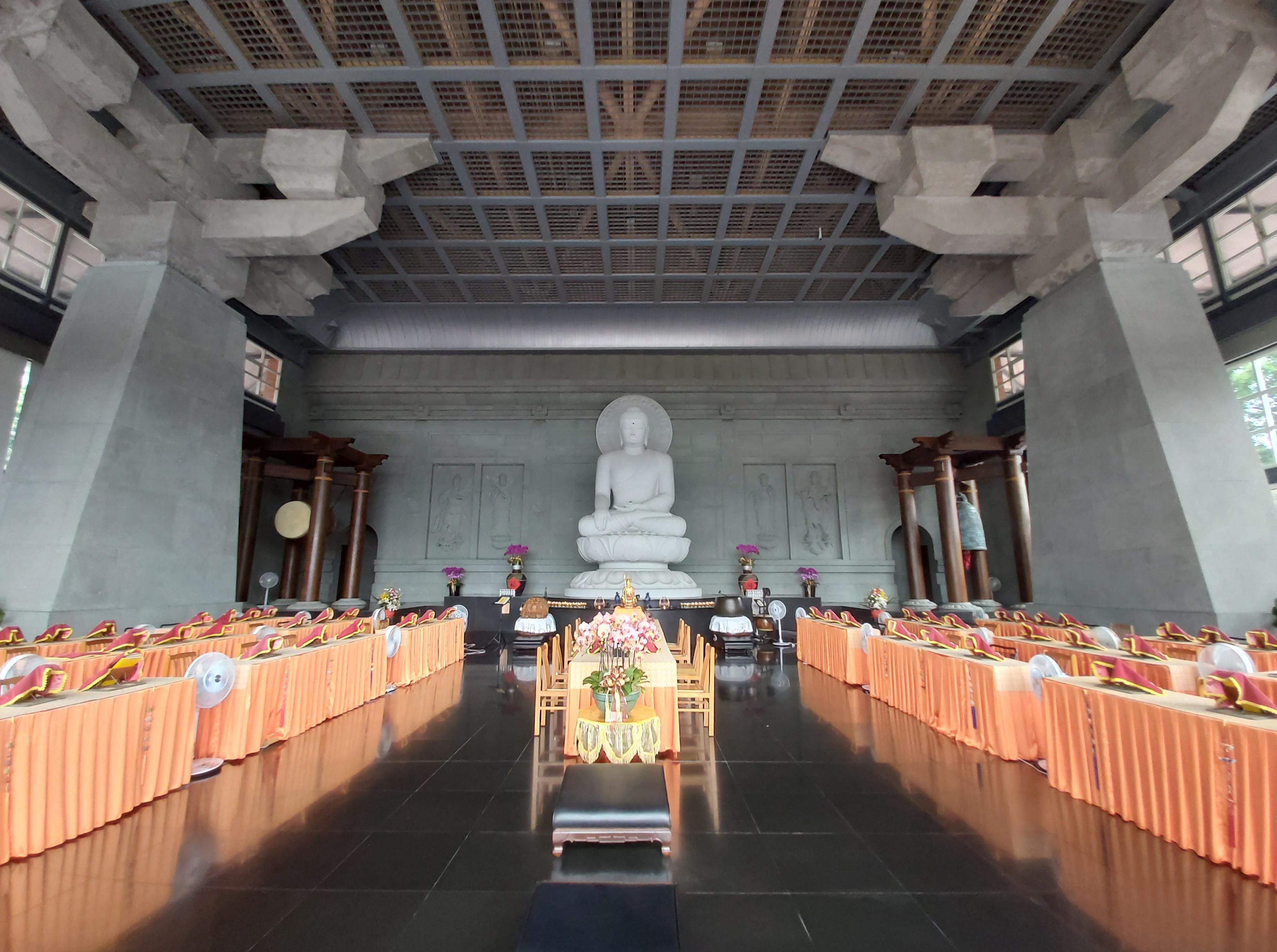
彌陀清淨殿室內
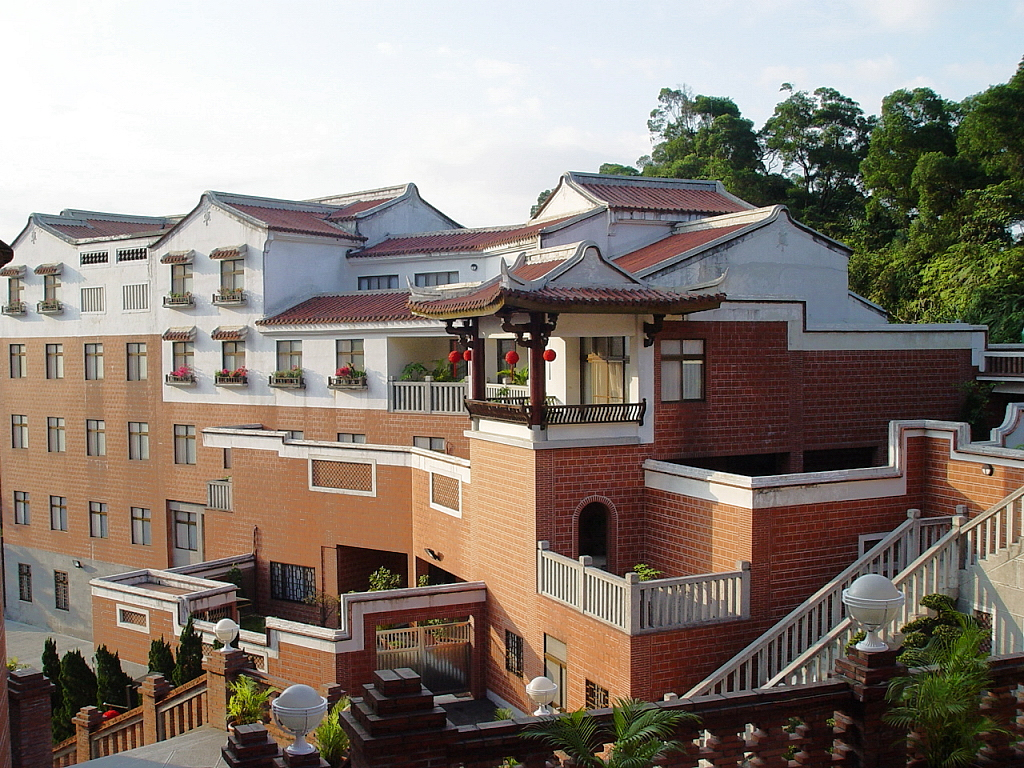
禪房
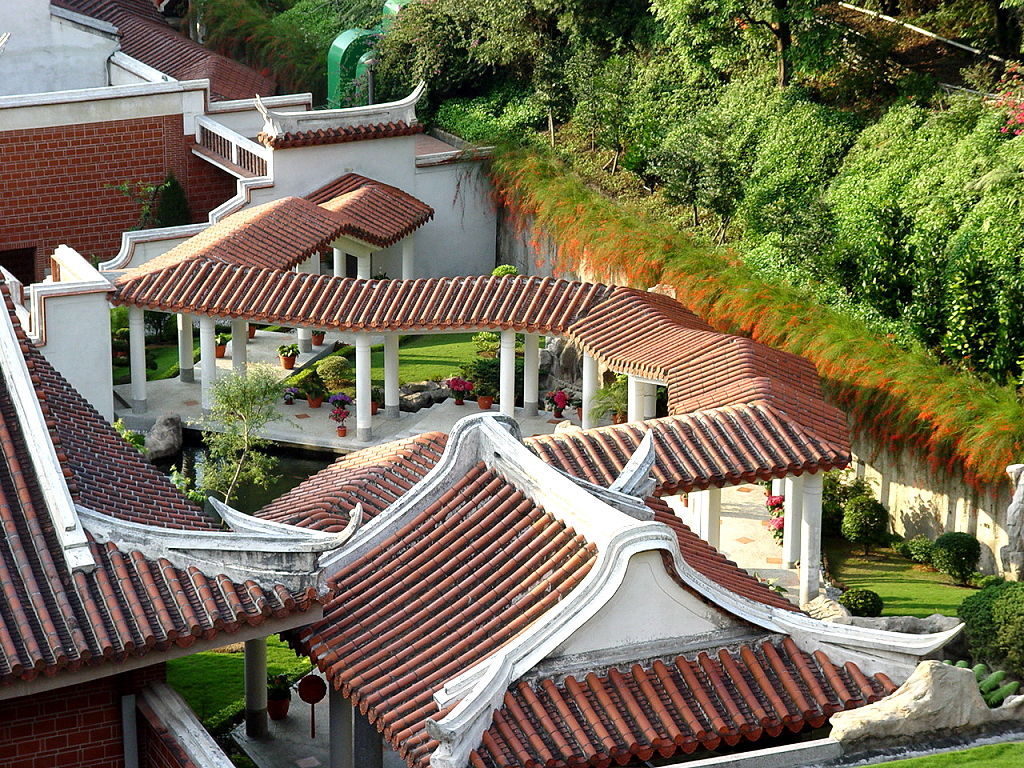
庭院
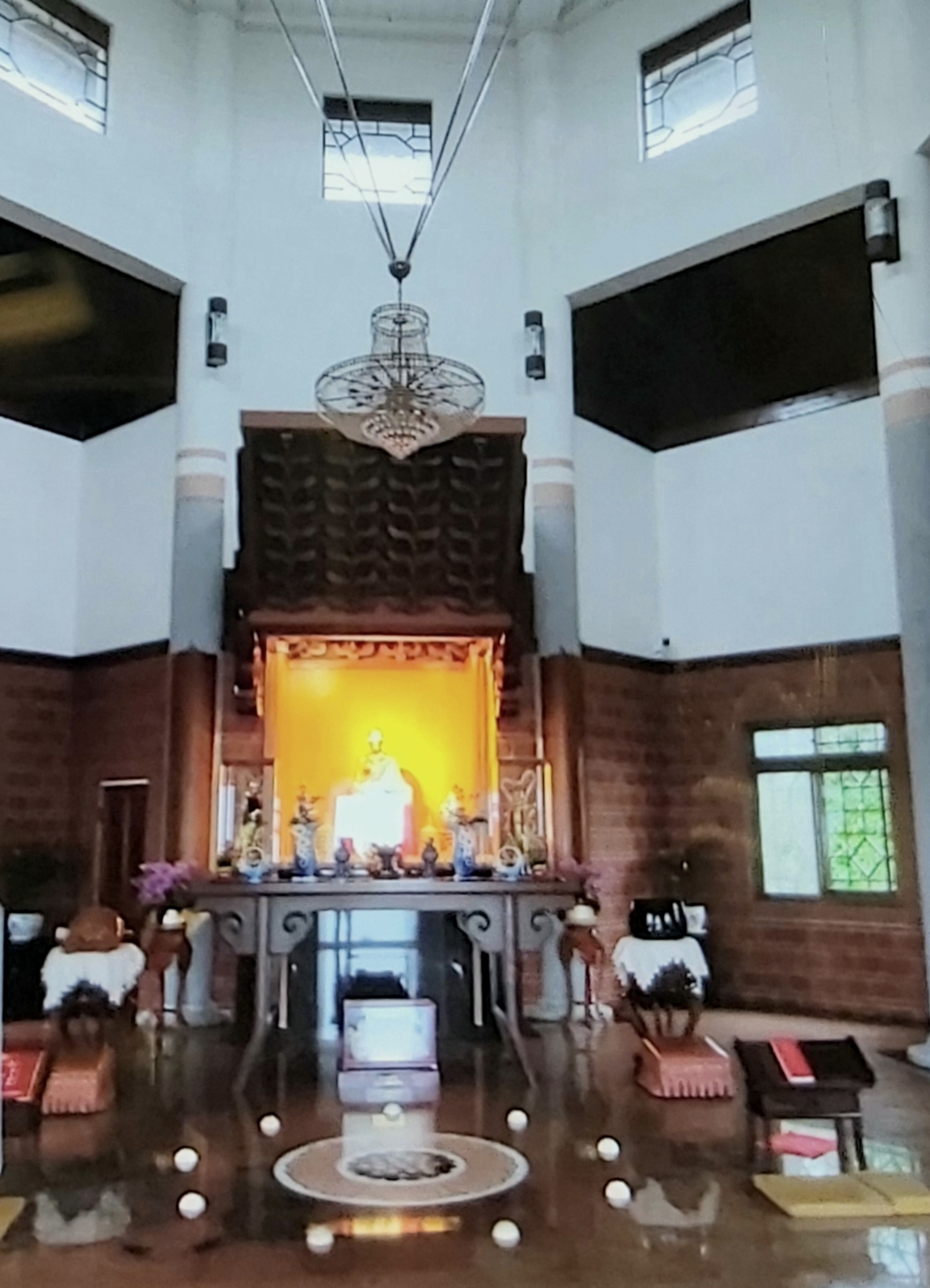
肉身菩薩塔院